# Прапор Судану
Прапор Судану — один з офіційних символів держави Судан. Прийнятий 20 травня 1970 року. Прапор складається з червоно-біло-чорного триколора з зеленим трикутником біля держака. До перевороту Джафара Німейрі в 1969 прапором Судану був синьо-жовто-зелений триколор.
Часто плутають з прапором Палестини, який є аналогічним, тільки перевернутим.